# Sissi - Die junge Kaiserin
Sissi - Die junge Kaiserin (bra: Sissi: A Imperatriz; prt: Sissi, a Jovem Imperatriz ou Sissi e o Destino) é um filme austríaco de 1956, do gênero drama (romântico, biográfico e histórico), dirigido e roteirizado por Ernst Marischka.
É o segundo de uma série de três filmes sobre a imperatriz Elisabete, da Áustria, mais conhecida como Sissi.

## Sinopse
Depois do casamento com o imperador Francisco José, em Viena, Sissi se depara com os problemas e inconvenientes do protocolo e com o mau relacionamento com a sogra. Quando nasce sua primeira filha, a criança lhe é retirada pela sogra, que não considera Sissi a pessoa adequada para dar uma boa educação à filha. Descontente e magoada, Sissi retorna à casa dos pais, mas o Ímperador a segue e pede-lhe que retorne. Sissi então decide provar que é a verdadeira imperatriz, e volta com o marido para a Hungria, onde eles são coroados.

## Elenco

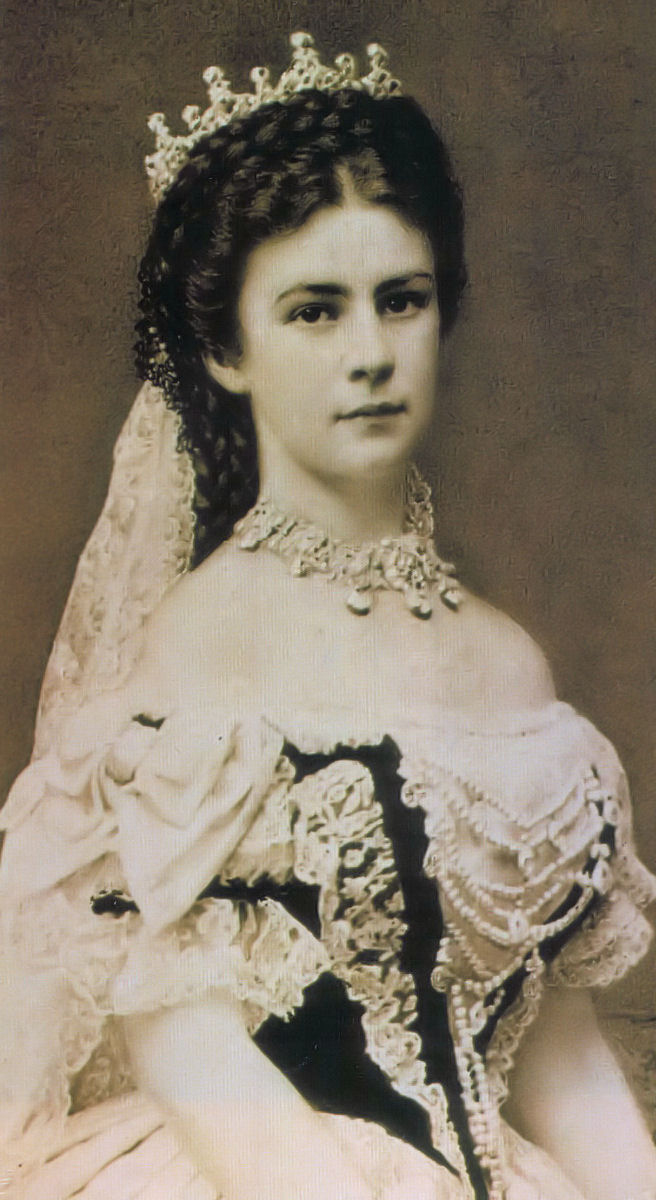
A verdadeira imperatriz Sissi.

- Romy Schneider .... imperatriz Elisabeth (Sissi)
- Karlheinz Böhm .... imperador Francisco José 1.º
- Magda Schneider .... duquesa Ludovica da Bavária (Vickie), mãe de Sissi
- Gustav Knuth .... duque Maximiliano José da Bavária (Max), pai de Sissi
- Vilma Degischer .... arquiduquesa Sofia, mãe de Francisco José
- Walter Reyer .... conde Andrassy
- Senta Wengraf .... condessa Bellegarde
- Josef Meinrad .... major Böckl
- Iván Petrovich .... dr. Max Falk
- Helene Lauterböck .... condessa Esterhazy
- Uta Franz .... princesa Helen da Bavária (nene) , irmã mais velha de sissi.

## Principais prêmios e indicações
Festival de Cannes 1957 (França)
- Indicado
  - Palma de Ouro[4]